# Krasne, Krasnodon
Krasne (în ucraineană Красне) este un sat în comuna Novohannivka din raionul Krasnodon, regiunea Luhansk, Ucraina.

## Demografie
Componența lingvistică a localității Krasne
     Ucraineană (77,52%)
     Rusă (19,77%)
Conform recensământului din 2001, majoritatea populației localității Krasne era vorbitoare de ucraineană (77,52%), existând în minoritate și vorbitori de rusă (19,77%).